# Mynydd Bach
Mynydd Bach är ett berg i Storbritannien.   Det ligger i kommunen Ceredigion och riksdelen Wales, i den södra delen av landet, 280 km väster om huvudstaden London. Toppen på Mynydd Bach är 197 meter över havet.
Terrängen runt Mynydd Bach är kuperad åt sydost, men åt nordväst är den platt. Runt Mynydd Bach är det ganska glesbefolkat, med 43 invånare per kvadratkilometer. Närmaste större samhälle är Aberystwyth, 14,7 km norr om Mynydd Bach. Trakten runt Mynydd Bach består i huvudsak av gräsmarker.